# 神戸市立住吉中学校
神戸市立住吉中学校（こうべしりつ すみよしちゅうがっこう）は、兵庫県神戸市東灘区にある公立中学校。

## 沿革
- 1947年4月1日 - 住吉村立住吉中学校として創設[1]。
- 1950年4月1日 - 住吉村が神戸市に編入され、神戸市立住吉中学校に改称[1]。
- 1995年1月17日 - 阪神・淡路大震災で被災。

## 部活動

### 運動部
- 野球部
- 陸上競技部
- ソフトテニス部
- 剣道部
- 男子バスケットボール部
- 男子卓球部
- 女子バドミントン部
- バレーボール部

### 文化部
- 吹奏楽部
- 美術部
- 放送部

## 生徒会組織
生徒会執行部
- 生徒会長(2・3年)
- 副会長(2年男女各1名)
- 専門委員長(各委員会1名)
- 書記(男女各1名)

専門委員会
- 学年正副委員長会
- 生活委員会
- 管理委員会
- 文化委員会
- 保健委員会
- 体育委員会

週番活動
正副委員、管理委員、生活委員が行う。

## 通学区域
- 神戸市立住吉小学校の通学区域。
- 神戸市立渦が森小学校の通学区域のうち、鴨子ヶ原を除く区域および、鴨子ヶ原2丁目1番[2]。

## 制服
- 男子　
  - 冬服は標準的なブレザー上下である。
  - 夏服はカッターシャツ、スラックスである。
- 女子　
  - 冬服はブレザー、ブラウス、ジャンパースカート(上級生は引き続き着用できる)またはスカート(新型)である。女子のスラックスもある。
  - 夏服はブラウス、シャツ、吊りスカート(上級生は引き続き着用できる)またはスカート(新型)、スラックスもある。

## 主な出身者
- 吉武優 (英語講師,シンガーソングライター)

## 交通アクセス
- 【JR】住吉駅北口から北へ徒歩約10分
- 【阪急】御影駅南口から東へ徒歩約8分

## 通学区域が隣接している学校
- 神戸市立魚崎中学校
- 神戸市立本山南中学校
- 神戸市立本山中学校
- 神戸市立鷹匠中学校
- 神戸市立御影中学校
- 神戸市立向洋中学校（海を挟んで隣接）